# Zmaj iz čajnika
Zmaj iz čajnika (engl. Wish Dragon) je američki animirani film iz 2021. godine, kojeg je producirao Sony Pictures Animation. U kinu je prikazan 15. siječnja 2021., a na Netflixu je objavljen 11. lipnja 2021.

## Sažetak
Odlučni tinejdžer Din silno se želi ponovo povezati s najboljom prijateljicom iz djetinjstva kad mu zmaj koji ispunja želje pokaže niz čarobnih mogućnosti.

## Sinkronizacija
- Obrada: Livada Produkcija
- Režija: Hrvoje Korbar
- Prijevod: Nina Lolić
- Majstor zvuka: Neven Marinac
- Mikser zvuka: Goran Kuretić
- Nadzornik produkcije: Denin Serdarević
- Godina sinkronizacije: 2021.

## Glumačka postava
- Din Song - Tin Rožman
- LongZhu - Ozren Grabarić
- Li Na Wang - Veronika Mach
- Teta Song - Jelena Miholjević
- G. Wang - Alen Šalinović
- Pockets - Dražen Šivak
- Pipski bog - Davor Svedružić
- Dugi siledžija Diao - Goran Malus
- Kratki siledžija Weichi - Daniel Dizdar

## Dodatna glumačka postava
- Božo Kelava
- Neva Serdarević
- Željko Šestić
- Goran Vrbanić
- Dražen Bratulić
- Branko Smiljanić
- Zrinka Antičević
- Mirta Zečević
- Mia Krajcar